# Esta boca es mía
Esta boca es mía és l'onzè disc de Joaquín Sabina.
El disc va ser gravat als estudis Eurosonic (Espanya) i als estudis House (Anglaterra)i va ser masteritzat a Prosound (Espanya).

## Llista de cançons
1. "Esta noche contigo" - 4:44
2. "Por el bulevar de los sueños rotos" - 3:59
3. "Incluso en estos tiempos" - 2:48
4. "Siete crisantemos" - 5:08
5. "Besos con sal" - 3:44
6. "Ruido" - 4:21
7. "El blues de lo que pasa en mi escalera" - 4:43
8. "Como un explorador" - 3:21
9. "Mujeres fatal" - 4:34
10. "Ganas de…" - 3:14
11. "La casa por la ventana" - 4:23
12. "Más de cien mentiras" - 6:39
13. "Esta boca es mia" - 3:01